# Złota Brama w Kijowie

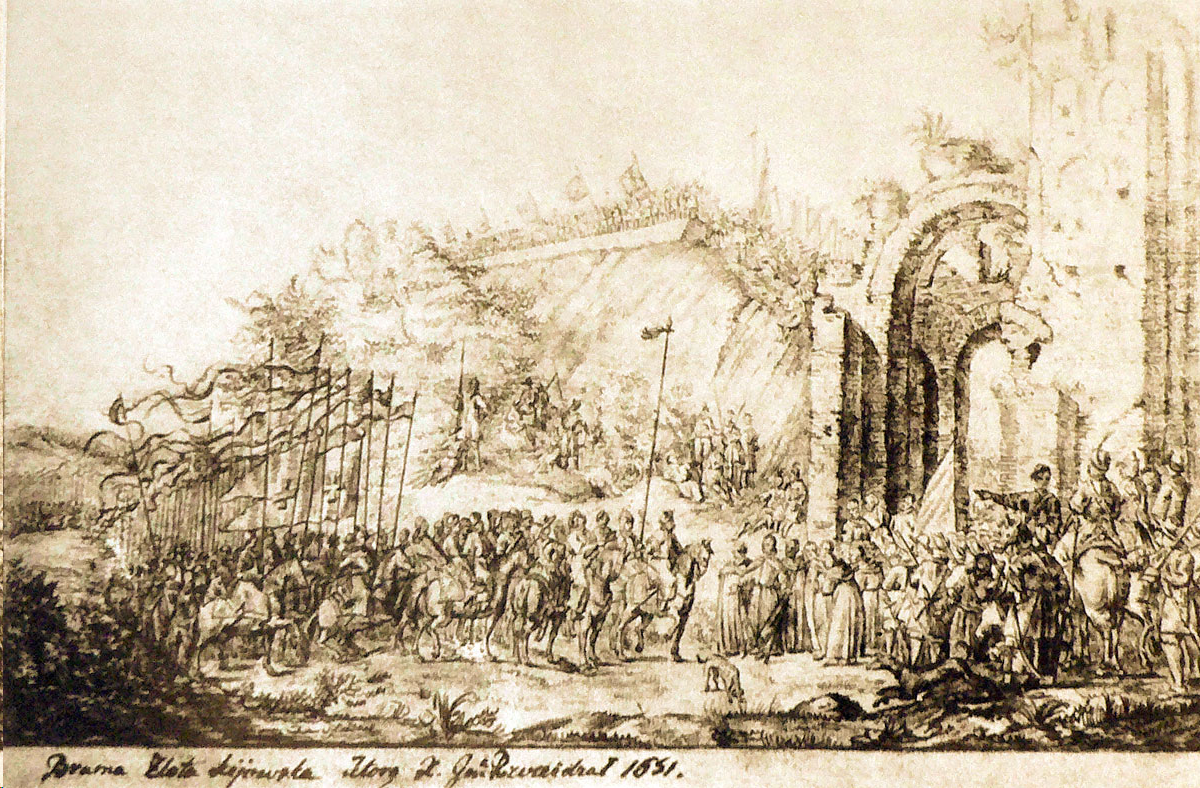
Armia litewska wkracza do Kijowa w czasie powstania Chmielnickiego w 1651 roku, widoczne są ruiny Złotej Bramy, rysunek z natury świadka tych wydarzeń Abrahama van Westervelda

Złota Brama (ukr. Золоті ворота, Zołoti worota) – średniowieczna brama wjazdowa do kijowskiego grodu Jarosława. Nazwa ta została nadana również znajdującemu się w pobliżu teatrowi oraz stacji kijowskiego metra. Obecny budynek jest w większości rekonstrukcją powstałą w XX wieku.
Brama była jedną z trzech bram miasta zbudowaną przez Jarosława I Mądrego i po raz pierwszy pisemna wzmianka o niej pojawiła się w 1037 roku. Budowlę tę rozpoczął wznosić Włodzimierz I. Teoretycznie więc Chrobry mógł swój miecz wyszczerbić na tej bramie. Określenie „złota” pojawia się w latopisach w XI w.  
Wzorowana na Złotej Bramie Konstantynopola. W czasie ataku na Kijów wojsk Batu-chana w 1240 roku cały atak poszedł na przeciwległą, położoną po drugiej stronie miasta bramę Lacką. Uległa częściowemu zniszczeniu rok później, podczas najazdu Mongołów. W źródłach pisanych brama pojawia się dopiero w roku 1499, tuż po nadaniu prawa miejskiego magdeburskiego Padołowi, ale jako komora celna. W roku 1545 bramy już nie było. W opisie Kijowa z roku 1594 brama nazwana jest „ruiną”, taką relację pozostawił Erich Lassota von Steblau. Rysunki Abrahama van Westervelda z roku 1651, który towarzyszył księciu Radziwiłłowi w podróży, przedstawiają zrujnowaną bramę, ale z zachowanym jeszcze łukiem bramnym. W roku 1755 to, co pozostało z bramy zasypały władze rosyjskie. W roku 1834 bramę odkopano na nowo.      
Dopiero pod koniec lat siedemdziesiątych XX wieku zrekonstruowano zabytek wg koncepcji Jewgieniji Łopuszynskiej.      

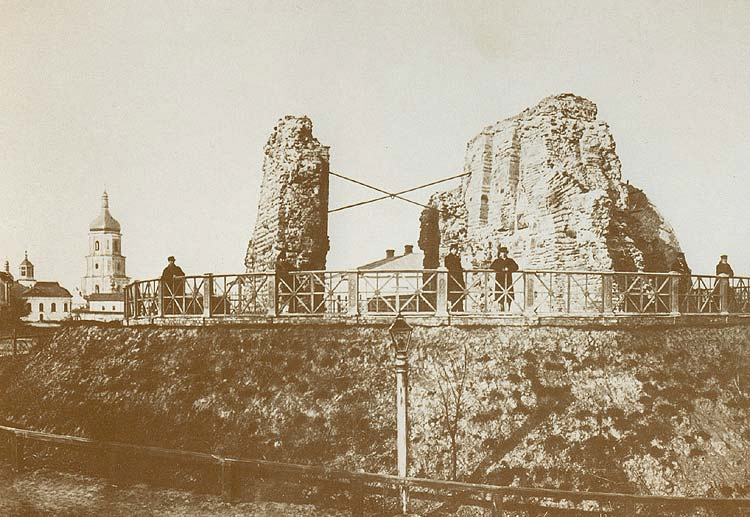
Oryginalne pozostałości bramy na pocz. XX wieku

Do 1982 roku brama została całkowicie odbudowana z okazji 1500-lecia Kijowa, jednak nie było żadnych dowodów dokumentujących jej oryginalny wygląd i obecna forma jest jedynie realizacją jednej z hipotez.
W 1989 roku, wraz z rozbudową kijowskiego metra, w pobliżu bramy została oddana do użytku stacja Zołoti worota nawiązująca architektonicznie do kościołów Rusi Kijowskiej.
W 1997 roku obok bramy odsłonięto pomnik Jarosława Mądrego.

## Legenda
Legenda mówi, że w 1018 roku w czasie wyprawy na Ruś Kijowską Bolesław I Chrobry uderzył Szczerbcem o bramę wyszczerbiając go, choć pierwsza historyczna wzmianka o budowli zachowała się w latopisie z 1037 roku. Legenda ta w dość niezwykłej interpretacji została użyta w powieści rosyjskiego pisarza Wladimira Ordanskiego Klucz Dawida.